# Reginald James
Reginald William James (Raddington, 9 gennaio 1891 – Città del Capo, 7 luglio 1964) è stato un fisico ed esploratore britannico.
Figlio di un ombrellaio, terminò gli studi in fisica a Cambridge. Nel 1914 si unì alla spedizione Endurance sotto il comando di Ernest Shackleton con destinazione Antartide.
Tornato in Inghilterra nel 1916 in piena prima guerra mondiale, si arruolò nell'esercito per combattere nei pressi di Ypres tra il 1917 ed il 1919. Esperto di balistica migliorerà la tecnica di individuazione delle batterie nemiche.
Al termine del conflitto lavorò come professore di fisica presso la Manchester University e la Cape Town University. Morì in Sudafrica nel 1964.